# En éxtasis (libro)
En éxtasis es un ensayo periodístico del periodista y profesor universitario valenciano Joan M. Oleaque, publicado originariamente en 2004 en catalán bajo el título de En èxtasi. Fue el primer libro jamás escrito en tratar el fenómeno social y cultural de la Ruta del bakalao valenciana (también llamada Ruta Destroy) desde una perspectiva sociológica y periodística seria y de rigor, alejándose de posiciones sensacionalistas y amarillistas. En 2017, la editorial Barlin Libros lo tradujo por primera vez al castellano, con los contenidos actualizados por su autor, material extra, y un prólogo por parte del escritor y periodista barcelonés Kiko Amat. En su edición catalana llevaba por subtítulo Drogues, música màkina i ball; en la edición en castellano, se subtituló El bakalao como contracultura en España. Es un libro considerado de culto.

## Estructura y argumento
El libro comienza describiendo la escena subcultural de la ciudad de Valencia a principios de los años 80. Poco a poco, su autor va trazando un recorrido en el que va detallándonos la llegada, de manera sutil en un principio, de las más diversas tendencias contraculturales y vanguardistas de los primeros 80, y cómo van permeando de manera progresiva en una ciudad alejada de las corrientes y modas internacionales más influyentes. Este hecho hará que se geste una escena underground muy potente en diversos clubs situados en las inmediaciones de la ciudad (especialmente al sur de la misma, en la denominada carretera del Saler). Barraca, Chocolate o Spook Factory, entre otras, comenzarán a ser concebidas por una minoría muy avanzada y por las diversas tribus urbanas de la época, como catedrales del culto a lo experimental en lo artístico y lo musical. El hecho diferencial de permanecer al margen de las principales corrientes internacionales, hará que lo que en Valencia se geste a fuego lento sea una escena completamente distinta y única a todo lo conocido en otros puntos de España. La entrada de las drogas recreativas y la extensión paulatina de los horarios de apertura de los clubs, propiciará la creación de una zona de ocio radical y rica en cuanto a diversidad y formas de vivir. Una auténtica explosión de libertad tras el Franquismo.

### Aspectos positivos y negativos
Si por algo destaca En éxtasis es por recoger en sus páginas los aspectos tanto positivos como negativos de aquellos años. Un hecho a considerar es el de que fue el primer estudio en hablar seriamente de los cambios experimentados en la noche en cuanto a las relaciones de género. Si bien en los clubes tradicionales las mujeres parecían estar supeditadas a un mero papel de «objetos sexuales», la Ruta y sus connotaciones de vanguardia lograron cambiar todo esto, convirtiendo el circuito de la noche en terreno apto para mujeres y homosexuales, tanto tiempo denostados en estos espacios de ocio. Por lo tanto, se destaca el aspecto colorista e inclusivo que lo caracterizó. 
Por otro lado, también habla del inicio del uso de las drogas recreativas como parte de la noche, y su consolidación como ingrediente clave de un nuevo tipo de ocio que comenzará a implantarse en nuestro país en diversas escenas paralelas, o casi paralelas en el tiempo (como la Movida Madrileña o el Rock Radical Vasco), que preconiza y ensalza el hedonismo sin paliativos y la aventura de un presente eterno.
mal todo  mal

### El declive
El libro indaga en los motivos por los que la primera zona de clubs de Europa implosionó, hasta quedar todo reducido a cenizas. Por un lado, el fenómenos se popularizó de manera creciente y masiva desde inicios de los años 90, y actuó como imán para un público cada vez menos preocupado por cuestiones de vanguardia estética y musical. Por otro lado, los inicios del periodismo sensacionalista en España contribuyeron a denostar un fenómeno que tenía todos los ingredientes para ser un producto atractivo para las audiencias televisivas: drogas, música y diversión.  
Existen, sin embargo, otros motivos menos conocidos y que resultan ampliamente reveladores. El auge de una nueva vanguardia estética a finales de lo años 80 y principios de los 90 (el techno y el house), no logró calar en Valencia. De este modo, de manera progresiva, un fenómeno con unos inicios profundamente vanguardistas fue quedándose al margen de las tendencias internacionales más punteras en cuanto a música y ocio. Se destaca, de igual modo, la dificultad de importar discos provenientes del Reino Unido debido a la coyuntura política y económica, lo cual hizo que la atención recalara sobre diversas músicas provenientes de Italia, menos avanzadas y elaboradas. La bajada en cuanto a exigencia estética por parte de un público cada vez más masivo y menos preocupado por cuestiones artísticas, ligó a la perfección con esta realidad.  
Finalmente, la alarma social generada por los medios de comunicación más amarillistas propició que el gobierno español decidiese actuar con dureza sobre las zonas de ocio más radicales, fortificando las carreteras con controles policiales solo comparables a los desplegados en la lucha antiterrorista. De este modo, y en resumen, en el libro el autor aduce una serie de factores que, al converger, propiciaron el declive de la denominada Ruta del Bakalao hasta su completa extinción allá a finales de los años 90. 

### Cataluña y su expansión por el resto del país
Una mutación muy importante del fenómeno inicial valenciano, tuvo lugar en la zona de Cataluña, con especial incidencia en el entorno metropolitano de Barcelona y las zonas del bajo Ebro (aunque no solo). En éxtasis analiza las notables diferencias entre la escena de la zona de Valencia y la de Cataluña, conocida popularmente como mákina. Algunos aspectos que destaca el libro es el interclasismo propio del bakalao, frente a la marginalidad característica de la mákina, o la nula calidad musical en el caso de esta última frente a la inicial preocupación musical estética de aquella. Aunque de manera más superficial, el libro también describe la expansión del fenómeno por otras zonas del Estado, entendiéndolo como algo global a nivel español. 